# Loos (film)
Loos is een Nederlandse speelfilm van Theo van Gogh uit 1989.
Advocaat Willem Loos (Jansen) is een gereputeerd strafpleiter. Hij wordt betrokken in een gruwelijke zaak: een lustmoord. Intuïtief voelt Loos dat de verdachte, nachtclubeigenaar Harry Wery (Pam), minder onschuldig is dan deze doet voorkomen. Dan kruist de mysterieuze Anna (Fokker) zijn pad. Langzaam wordt Loos ingekapseld in een geraffineerd web, waar geen uitweg meer voor lijkt te bestaan. Loos komt terecht in een wereld waarvan hij het bestaan nooit had vermoed...

## Hoofdrolspelers
| Acteur                  | Personage         |
| ----------------------- | ----------------- |
| Renée Fokker            | Anna Montijn      |
| Tom Jansen              | Loos              |
| Leen Jongewaard         | Dorrius           |
| Marie Kooyman           | Maria             |
| Max Pam                 | Harry Wery        |
| Cas Enklaar             | De Vries          |
| Roelant Radier          | hotelreceptionist |
| Karel van het Reve      | cameo             |
| Maarten Biesheuvel      | cameo             |
| Erwin Olaf              | cameo             |
| Matthijs van Heijningen | cameo             |

## Productie
De omroep Veronica trok zich uit de productie terug nadat Van Gogh in een column Rob Out beledigde. De omroep zond later wel een gecensureerde versie van de film op televisie uit.

## Trivia
- De film is licht gebaseerd op de Zaanse paskamermoord.
- Sado-masochistisch getinte film.